# Comunità montana Tanagro - Alto e Medio Sele
La Comunità montana Tanagro - Alto e Medio Sele è una comunità montana campana in provincia di Salerno. Il territorio di competenza si estende approssimativamente sui bacini dei fiumi Sele e Tanagro, nella parte nord-orientale della provincia, tra i Monti Picentini e l'Appennino lucano.
L'Ente è nato nel 2008 a seguito dell'accorpamento delle Comunità Montane Zona del Tanagro ed Alto e Medio Sele deciso dalla Regione Campania. La sua sede è a Buccino e raccoglie tutti i sedici comuni delle due comunità soppresse.